# 라우리 코스켈라
라우리 코스켈라(핀란드어: Lauri Koskela, 1907년 5월 16일 - 1944년 8월 3일)는 핀란드의 레슬링 선수였다. 그는 1932년과 1936년 올림픽에 출전했고 각각 동메달과 금메달을 획득했다. 코스켈라는 1935년, 1937년과 1938년 유럽 선수권 대회에서 우승했고, 1939년 유럽 선수권 대회에서 3위를 했다. 그는 계속된 전쟁으로 작전 중에 사망했다.

## 참조
1. ↑  라우리 코스켈라 보관됨 2009-10-12 - 웨이백 머신. sports-reference.com